# Trzciano
Trzciano (Honigfelde o Königfelde in tedesco) è un villaggio che si trova nel comune di Ryjewo, all'interno del distretto di Kwidzyn, nel voivodato della Pomerania. Giace all'incirca a 9 chilometri a sudest di Rwjewo, 12 km a nordest di Kwidzyn e 96 km di Danzica, capoluogo della regione.

## Storia
Il villaggio fu creato a cavallo del XIV secolo dall'Ordine Teutonico. Le prime prove documentate dell'insediamento si trovano nei libri medievali, dove è riferito come Honigfelde (campo di miele in tedesco). In seguito, il nome fu involontariamente trascritto come Königfelde (campo dei re). Appare su molte antiche della Pomerania sotto tali nomi, così come in altre forme come Honig feldt.
Alla fine della guerra dei tredici anni nel 1466, Honigfelde fece parte della Prussia reale, una provincia polacca. All'inizio del CVI secolo divenne possedimento della famiglia Brandt.
Nel XVII secolo, durante l'occupazione svedese nota come il Diluvio, il villaggio fu testimone di molti scontri militari tra polacchi e svedesi. Nel 1629, la battaglia di Trzciana terminò con la vittoria del polacco Stanisław Koniecpolski contro Gustavo II Adolfo di Svezia, costringendo l'esercito svedese a ritirarsi dalla Polonia e tornare al mar Baltico. Fu eretto un altare per commemorare tale vittoria, oltre che a una pietra memoriale. Stando a una leggenda locale, lo sconfitto Gustavo II Adolfo fuggì disperato su un lago, dove abbandonò la sua mazza, terminando simbolicamente il suo regno; la mazza si troverebbe ancora sul fondo del lago.
Nei fatti reali, la battaglia è menzionata nelle cronache polacche come bitwa pod Trzcianką (la battaglia in Trzcianka), con "Trzcianka" come il nome di Trzciano in uso durante i secoli XVII e XVIII. Tale nome si evolse nel termine polacco trzcina, ossia erbaccia, poi in "Trzciana" e infine, nel XIX secolo, al nome attuale di Trzciano.
Nel 1772, durante la prima partizione della Polonia, la Prussia reale divenne parte della nuova provincia di Prussia Occidentale, appartenente al regno di Prussia. Nel Plebiscito sulla Prussia Orientale dopo la prima guerra mondiale, la città passò alla repubblica di Weimar. Dopo la seconda guerra mondiale, l'area contenente il villaggio tornò alla Polonia.

## Sport
Trzciano possiede una propria squadra di calcio, intitolata Rodło Trzciano.